# Smaleov paradoks
Smaleov paradoks je v diferencialni topologiji matematični paradoks, ki navaja, da je moč sfero v trirazsežnem prostoru zavihati (obrniti) navzven v razredu potopitev pri čemer lahko ta ploskev seka samo sebe, vendar pri tem v nobeni točki ploskve ne smejo nastajati pregibi. Z drugimi besedami, oblika sfere mora v vsakem trenutku deformacije ostajati gladka, oziroma diferenciabilna. To dejstvo je presenetljivo in zato Smaleov paradoks velja za pravi, sicer ne logični paradoks, dejansko pa je kar izrek, oziroma njegova neposredna posledica.
Naj je:
{\displaystyle f\colon S^{2}\to \mathbb {R} ^{3}\!\,}
standardna vložitev sfere v trirazsežni evklidski prostor. Potem obstaja takšna regularna homotopija (enoparametrična družina gladkih) potopitev (imerzij):
{\displaystyle f_{t}\colon S^{2}\to \mathbb {R} ^{3},\quad t\in [0,1]\!\,,}
da velja:
{\displaystyle f_{0}=f{\mbox{ in }}f_{1}=-f\!\,.}

## Zgodovina
Ta 'paradoks' je odkril Stephen Smale leta 1958. Težko si je predstavljati peseben primer takšne spremembe, čeprav so izdelali več digitalnih animacij, ki so malo olajšale predstavitve. Prvi primer se je pokazal s trudom več matematikov, med njimi Arnolda Shapira in Bernarda Morina, ki je slep od svojega šestega leta starosti. Na drugi strani je ta »obrat« lažje dokazati, kar je Smale tudi storil.
Smaleov diplomski mentor Raoul Bott je najprej rekel Smaleu, da je rezultat očitno napačen. To je zatrjeval z argumentom, da se mora v takšnem »obratu« stopnja Gaussove preslikave ohraniti, oziroma še posebej, da ne obstaja takšno obračanje {\displaystyle S^{1}\,} v {\displaystyle \mathbb {R} ^{2}\,}. Vendar sta stopnji Gaussovih preslikav za vložitvi {\displaystyle f\,} in {\displaystyle -f\,} v {\displaystyle \mathbb {R} ^{3}\,} obe enaki 1, in nimata nasprotnega znaka, kakor bi se drugače sklepalo napačno. Stopnja Gaussove preslikave vseh potopitev 2-sfere v {\displaystyle \mathbb {R} ^{3}\,} je enaka 1, tako da ni ovir. 
Za nadaljnje posplošitve glej načelo homotopije.

## Dokaz
Smaleov izvirni dokaz je bil posreden. Dognal je (regularno homotopijo) razredov potopitev sfer s homotopijsko grupo Stieflove mnogoterosti. Ker homotopijska grupa, ki odgovarja potopitvam {\displaystyle S^{2}\,} v {\displaystyle \mathbb {R} ^{3}\,} izgine, morata biti standardna vložitev in obrat noter-ven regularno homotopična. Načeloma je lahko dokaz razvit na način, da se pridobi eksplicitna regularna homotopija, vendar je to težko narediti.
Obstaja več načinov za pridobitev eksplicitnih primerov in matematične vizualizacije:
- metoda polovičnih modelov: ta predstavlja zelo posebne homotopije. To je izvirna metoda, ki sta jo prva izpeljala Shapiro leta 1961 in Anthony Phillips leta 1966 prek Boyjeve ploskve, kasneje pa so jo spopolnili mnogi drugi.[3] Shapiro svojega rezultata ni objavil. Njegov rezultat sta leta 1979 objavila George K. Francis in Morin.[4] Najnovejša in odločilna spopolnitev so zavihi minimaks, ki so variacijske metode, in predstavljajo posebne homotopije - so najkrajše poti glede na Willmoreovo energijo. Izvirne homotopije s polovičnimi modeli so se skonstruirale na roko, so bile sicer topološko ustrezne, vendar niso bile minimalne.
- Thurstonova pregibanja: to je topološka metoda in je rodovna. Pri tem se vzame homotopija in se zmoti, da postane regularna homotopija.